# Ein Mann und eine Frau

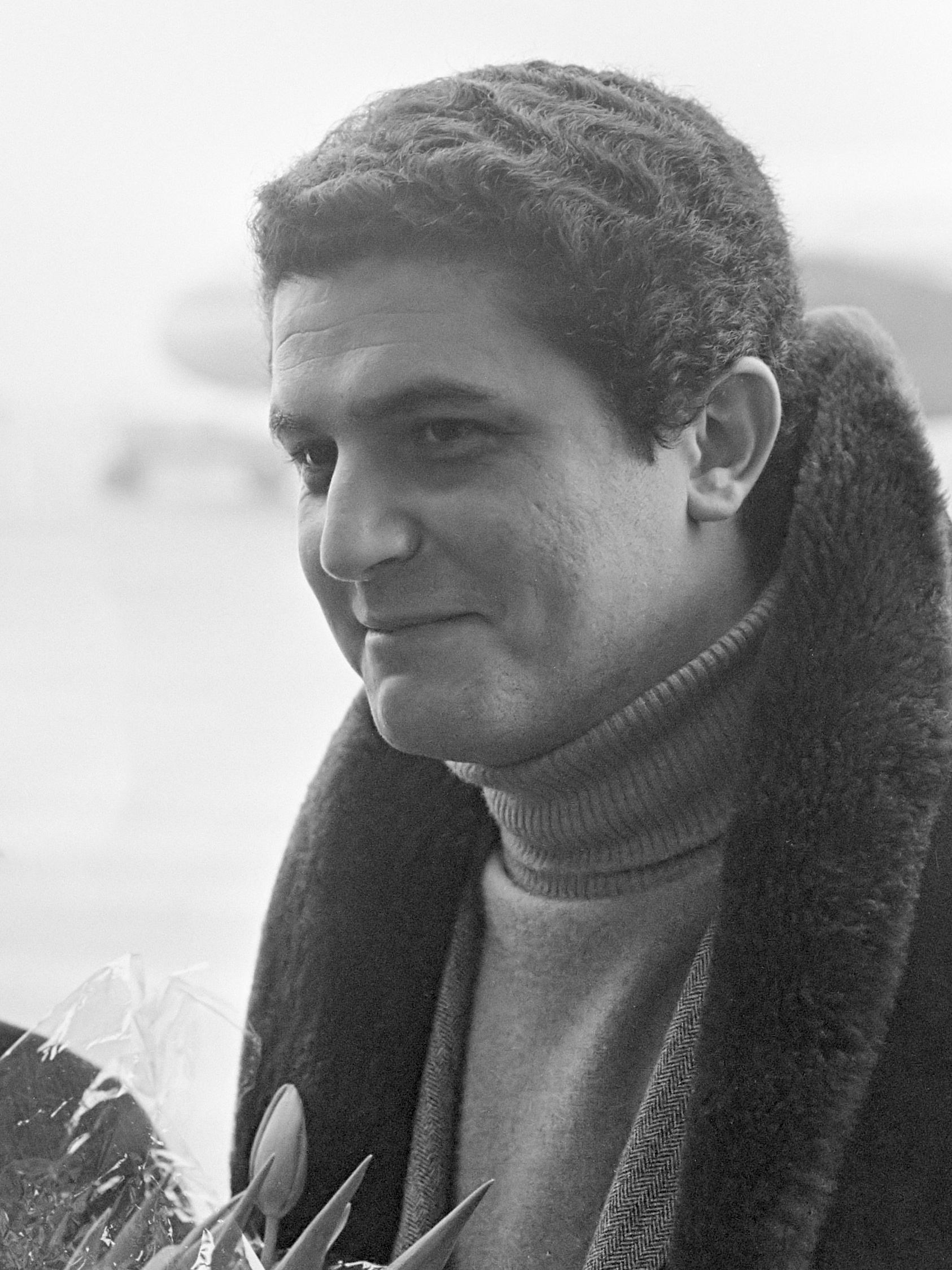
Claude Lelouch (1966)

Ein Mann und eine Frau (Originaltitel: Un homme et une femme) ist ein Film von Claude Lelouch aus dem Jahr 1966. Der Film gilt als Klassiker des französischen Kinos und wurde in den Kategorien Bester fremdsprachiger Film und Bestes Originaldrehbuch mit einem Oscar prämiert.

## Handlung
Anne und Jean-Louis sind beide Mitte dreißig. Anne hat eine kleine Tochter, Jean-Louis einen gleichaltrigen Sohn. Beide haben ihre Kinder im selben Internat in Deauville untergebracht und leben in Paris. An einem Sonntag im Dezember besuchen die Eltern ihre Kinder und lernen sich kennen, als Anne abends ihren Zug verpasst und Jean-Louis sie in seinem Wagen mitnimmt. Anne erzählt von der Liebe zu ihrem Mann, den sie als Stuntman beim Dreh eines Films kennengelernt hat, von seiner Abenteuerlust und Begeisterungsfähigkeit. Erst am Ende der Fahrt gesteht sie Jean-Louis, dass ihr Mann bei einem Unglück am Set ums Leben gekommen ist. Sie verabreden sich für das nächste Wochenende, um wieder gemeinsam nach Deauville zu den Kindern zu fahren. Dort berichtet Jean-Louis, dass er von Beruf Rennfahrer ist. Gemeinsam mit den Kindern verbringen die beiden einen Tag am Meer und kommen sich dabei näher, und so eröffnet Jean-Louis bei einer weiteren Fahrt auf Annes Nachfrage, dass auch er verwitwet ist. Seine Frau starb nach einem schweren Rennunfall von Jean-Louis durch Suizid.
In der folgenden Woche arbeitet Anne wieder beim Film, während er die Rallye Monte Carlo fährt. Beim abschließenden Festbankett für die Teilnehmer des Rennens erhält Jean-Louis ein Telegramm von Anne mit einer Liebeserklärung. Sofort macht er sich mit seinem Rallyefahrzeug auf den Weg nach Paris. Dort muss er jedoch erfahren, dass Anne bereits nach Deauville abgereist ist. Er fährt ihr nach und findet sie mit beiden Kindern am Strand. Sie bringen die beiden zurück ins Internat, gehen gemeinsam essen und buchen anschließend ein Hotelzimmer. Im Bett merken sie jedoch, dass Anne in Gedanken noch immer bei ihrem verstorbenen Mann ist. Sie verlassen das Hotel, und Anne beschließt, allein nach Paris zurückzukehren. Jean-Louis begreift auf seiner Rückfahrt im Auto, dass er noch einen Versuch unternehmen muss, und so wartet er in Paris am Bahnhof auf Annes Zug. Bei ihrer Ankunft fallen sie sich in die Arme.

## Hintergrund
Claude Lelouch drehte den Film in Echtzeit in nur drei Wochen. Das Drehbuch hatte er zuvor in 30 Tagen geschrieben. Ursprünglich sollte der Film, dessen Herstellung insgesamt nur drei Monate dauerte, in Schwarzweiß gedreht werden. Da aber ein Produzent, der die Rechte für den amerikanischen Fernsehmarkt kaufte, Farbaufnahmen verlangte, drehte Lelouch die Außenaufnahmen in Farbe. Für mehr reichte das Budget nicht. Außerdem führte Lelouch eine einfach zu bedienende Handkamera; so konnte er schneller auf schauspielerische Momente reagieren und die auf Improvisation angelegte Regiearbeit unterstützen.
Ein weiteres Element war dabei die Musik. Francis Lai hatte sie schon vor Beginn der Dreharbeiten eingespielt, und Lelouch konnte diese Aufnahmen bereits während der Dreharbeiten nutzen. So erzeugte er durch das Abspielen der Musik die entsprechende Stimmung für die Schauspieler, die nun bereits wussten, wie die jeweilige Szene im fertigen Film erscheinen würde. Für den Komponisten Francis Lai war die Arbeit für Ein Mann und eine Frau die erste Filmkomposition. Die Titelmelodie sollte eine der einprägsamsten und berühmtesten Filmmelodien der Geschichte des Kinos werden. Fünf Jahre nach diesem Film erhielt Lai dann einen Oscar für die Musik zu Love Story.
In seinem Film Ein glückliches Jahr (La bonne année, 1973) zitiert Lelouch sich zu Filmbeginn selbst: Der Direktor eines Gefängnisses zeigt den Insassen zu Silvester Ein Mann und eine Frau, wofür er anschließend ausgebuht wird.
Souad Amidou spielte die Tochter von Anne. Sie ist noch immer Schauspielerin und spielte unter anderem in München von Steven Spielberg mit.
Die 20-sekündige Szene, in der sich Anne und Jean-Louis am einsamen Strand leidenschaftlich umarmen und dabei um sich selbst drehen, diente im Jahr 2025 als Motiv für die beiden offiziellen Festivalplakate der 78. Internationalen Filmfestspiele von Cannes.

## Fortsetzungen
1985 drehte Lelouch mit denselben Hauptdarstellern eine Fortsetzung unter dem Titel Ein Mann und eine Frau – Zwanzig Jahre später.
2019 wurde ein dritter Teil mit dem Originaltitel Les plus belles années d'une vie veröffentlicht. Wiederum führte Lelouch Regie, Trintignant und Aimée spielten erneut die Hauptrollen. Der deutsche Titel des Films ist Die schönsten Jahre eines Lebens.

## Kritik
„Der melancholischen Ausstrahlung Anouk Aimées wird sich auch heute noch kaum jemand entziehen können.“

„Eine wunderschöne, atemberaubende Ausstellung von Bildern... mit dem Problem, dass die Geschichte banal ist.“

„Die eigenartige Mischung aus Banalität und Virtuosität (im ästhetischen Detail faszinierend, im Streben nach Gefühl sehr direkt) ist äußerst wirkungsvoll, hinterläßt aber einen schalen Nachgeschmack.“

„In Form und Inhalt schöner französischer Unterhaltungsfilm, der sich liebevoll den Menschen und ihren Bemühungen um Überwindung leidvoller Erfahrungen zuwendet. Auch für anspruchsvolle Besucher sehenswert, verständlich erst ab 18.“

## Auszeichnungen
- 1966: Goldene Palme bei den Internationalen Filmfestspielen von Cannes
- 1967: Oscar – Bester fremdsprachiger Film, Bestes Originaldrehbuch
- 1967: Golden Globe – Bester fremdsprachiger Film, Beste Hauptdarstellerin in einem Drama (Anouk Aimée)
- 1968: British Academy Film Award – Beste ausländische Darstellerin (Anouk Aimée)